# (2323) Zverev
(2323) Zverev (1976 SF2; 1951 GP; 1960 WK; 1965 SW; 1965 UF1) ist ein Asteroid des äußeren Hauptgürtels, der am 24. September 1974 vom russischen (damals: Sowjetunion) Astronomen Nikolai Stepanowitsch Tschernych am Krim-Observatorium (Zweigstelle Nautschnyj) auf der Halbinsel Krim (IAU-Code 095) entdeckt wurde.

## Benennung
(2323) Zverev wurde nach Mitrofan Stepanowitsch Zwerew (1903–1991) benannt, einem Spezialisten für grundlegende Astrometrie und Initiator des internationalen Programms zur Erstellung des Catalogue of Faint Stars (KSZ). Er organisierte in den 1960er-Jahren Expeditionen zur Beobachtung von Sternen auf der südlichen Hemisphäre und war als guter Pianist bekannt.